# Henry Cabot Lodge
Pour les articles homonymes, voir Lodge.
Henry Cabot Lodge (12 mai 1850, Beverly - 9 novembre 1924, Cambridge), est un homme politique américain.

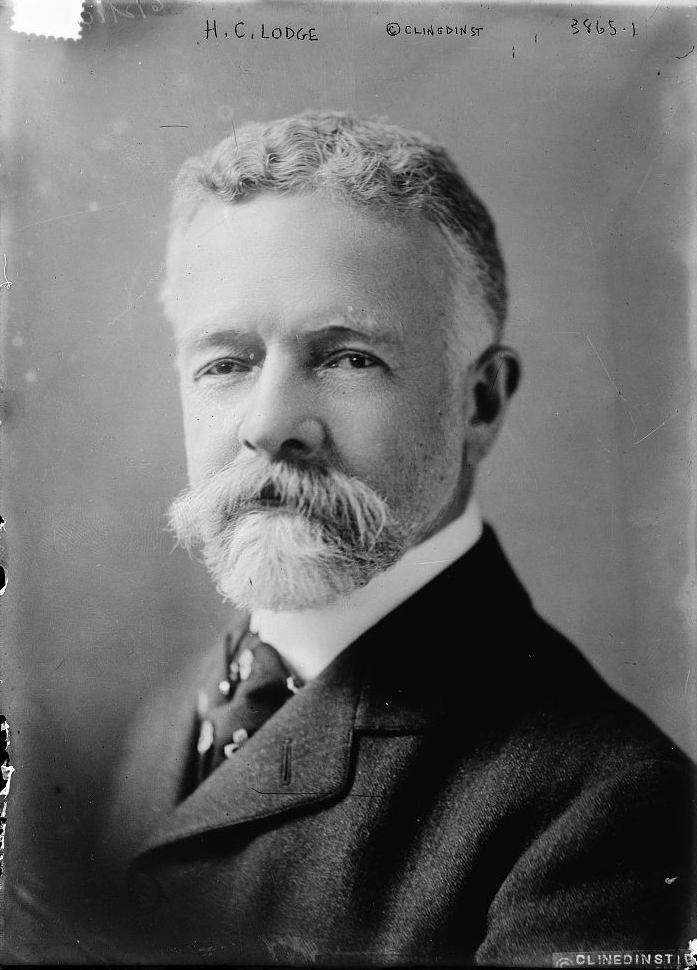
Henry Cabot Lodge ca. 1915-1920. George Grantham Bain Collection, Library of Congress, Prints and Photographs Division, Washington, D.C., USA

## Biographie
Fils de John Ellerton Lodge et d'Anna Cabot, et arrière petit-fils de George Cabot, il sort diplômé du Harvard College en 1872, de la faculté de droit de Harvard en 1874 et de l'université Harvard en 1876.
Il est membre de la Chambre des représentants des États-Unis de 1887 à 1893, puis du Sénat des États-Unis de 1893 à 1924.
Il est président pro tempore du Sénat des États-Unis en 1912, président du Comité des affaires étrangères du Sénat des États-Unis de 1919 à 1924 et Leader officieux du Parti républicain au Sénat de 1920 à 1924.

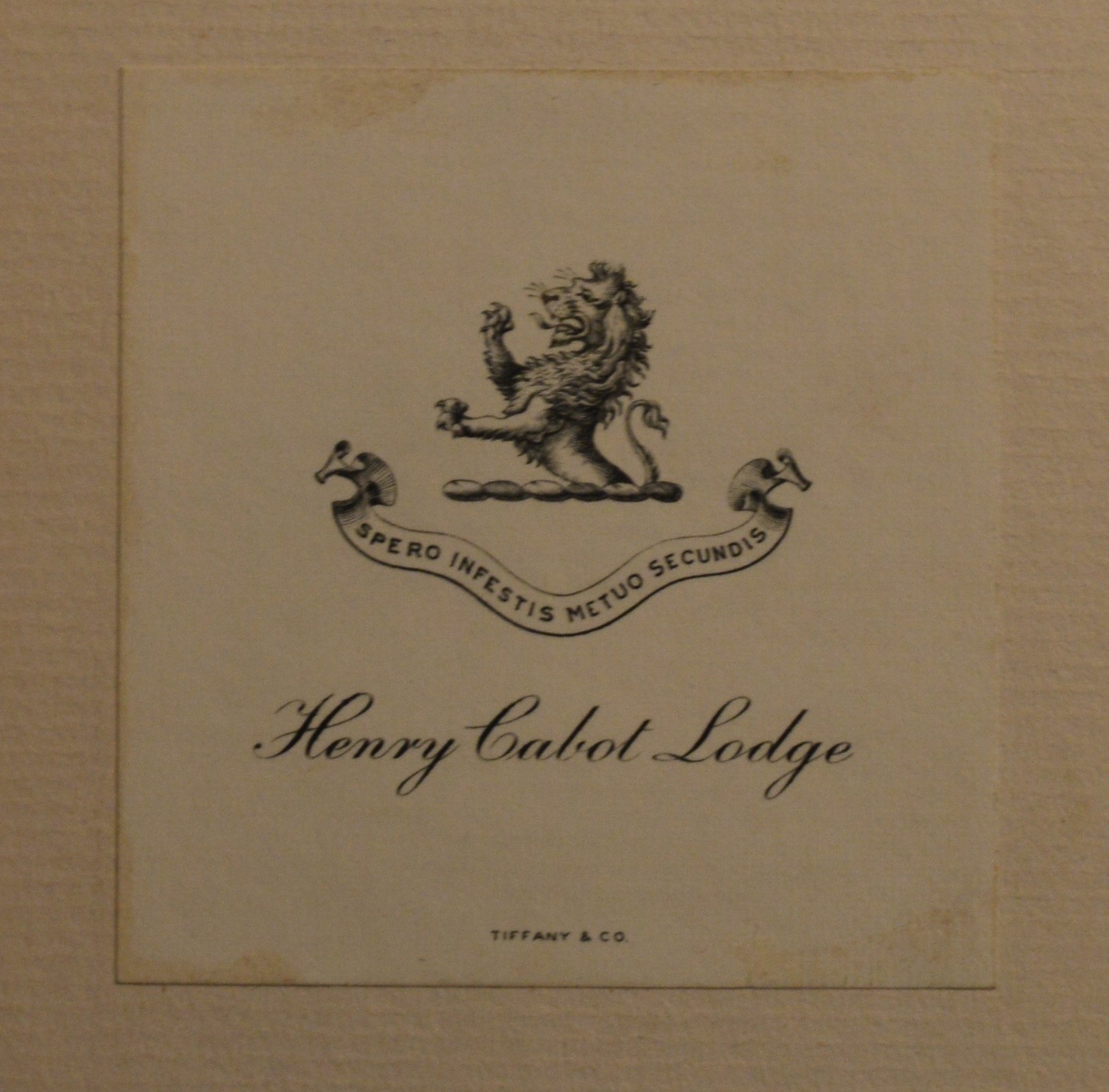
Etiquette ex-libris d'Henry Cabot Lodge (1850-1924)

Gendre de l'amiral Charles Henry Davis, il est le père de George Cabot Lodge (en), le beau-père d'Augustus Peabody Gardner et le grand-père de Henry Cabot Lodge, Jr. et de John Davis Lodge. Il est enterré dans le cimetière de Mount Auburn à Cambridge au Massachusetts(p1461).

## Publications
- Life and letters of George Cabot (1877)
- Alexander Hamilton (1882)
- Daniel Webster (1883)
- George Washington (2 volumes, 1889)
- Boston (Historic Towns series) (1891)
- Hero tales from American history (avec Theodore Roosevelt, 1895)
- The story of the Revolution (2 volumes, 1898)
- A Fighting Frigate, and Other Essays and Addresses (1902)
- A Frontier Town and Other Essays (1906)
- The Best of the World's Classics, Restricted to Prose (10 volumes, avec Francis Whiting Halsey, 1909)
- The History of Nations (1910)
- Early Memories (1913)
- The Democracy of the Constitution, and Other Addresses and Essays (1915)
- Theodore Roosevelt (1919)
- The Senate of the United States and other essays and addresses, historical and literary (1921)
- The Senate and the League of Nations (1925)